# Calchona
La Calchona (proviene del mapudungun Kalcha: mecha o pelo largo desordenado y sucio, "mechuda": persona con gran cantidad de cabello desordenado); es el nombre de un ser ficticio perteneciente a la mitología chilena de la zona central. 
El término antiguamente también se utilizaba para describir a las mujeres sindicadas como brujas.

## Descripción
La versión más popular cuenta que la Calchona sería una criatura con la apariencia de una oveja y con las patas delanteras, rostro y cabello de una mujer; sin capacidad de hablar como un ser humano, sino que con los balidos de una oveja. 
Existen otras leyendas en las que también se suele llamar Calchona a otras brujas mitológicas de la tradición chilena, pero la diferencia es que estas son igualmente nombradas de otros modos, por ejemplo, la bruja conocida como la Viuda (la cual se dice atacaría a los jinetes en las noches).

## Leyenda
La Calchona era una bruja que vivía con su marido y sus tres hijos pequeños. Su familia no sabía que ella practicaba la brujería ni que en su hogar ocultaba pociones mágicas que, al aplicarlas en una persona, permitían transformar un humano en un animal. 
Todas las noches usaba su poder para que su marido e hijos no despertasen de sus sueños. Posteriormente, la Calchona bebía las pociones mágicas para transformarse en una gran oveja, salir a pasear por los campos hasta la madrugada y matar a quien hablara mal de ella. Cuando despuntaba el alba y ella regresaba a casa, volvía a tomar sus brebajes y recuperaba la forma humana. 
Una noche olvidó realizar el hechizo para hacer dormir profundamente a su familia y, debido a ello, sus hijos despertaron y vieron su transformación. Queriendo imitar a su madre, se bebieron las pociones y se transformaron sucesivamente en pollos, perros y zorritos. Pero una vez convertidos en estos se dieron cuenta de que no sabían cómo volver a ser niños y comenzaron a llorar amargamente. Producto de los llantos, el padre también se despertó: para su sorpresa, en lugar de encontrar a su esposa e hijos, vio solamente a aquellos pequeños animales. 
Conocedor de las historias sobre pociones mágicas que utilizaban las brujas, el padre pensó que los misteriosos frascos que ocultaba su mujer podían contener algún tipo de embrujo y que no era tan descabellado imaginar que aquellos zorritos eran posiblemente sus hijos. Fue así que decidió probar aquellas pociones en los zorritos, los cuales inmediatamente volvieron a convertirse en niños y procedieron a contarle que era su madre la dueña de las pócimas. Para evitar que a sus hijos les volviera a ocurrir lo mismo, el padre decidió tirar el menjunje en las aguas de un río y llevarse a los niños de la casa para siempre.
Cuando la Calchona regresó a su casa, aún convertida en una oveja negra, se dio cuenta de que allí no estaban ni su marido ni sus hijos y de los frascos con sus pociones mágicas solo quedaba uno casi vacío. Entonces decidió beber los restos para transformarse nuevamente en ser humano y salir a averiguar qué había ocurrido; pero el menjunje sólo le alcanzó para volver sus manos, su rostro y su cabello a la forma humana. Y desde entonces quedó atrapada en la forma de ese animal mitológico.
Por eso, cuando en las noches los campesinos sienten balar una oveja que vaga sola por los campos, ellos saben que se trataría de la mítica calchona; y como tradición se acostumbraría dejarle un plato con comida para que se alimente, ya que se dice que la calchona es totalmente inofensiva y estaría arrepentida de sus antiguos actos 